# شوكرايان-1
شوكرايان-1 هي مركبة مدارية مقترحة من قبل منظمة البحوث الفضائية الهندية لدراسة سطح وغلاف كوكب الزهرة.